# Most w Świerkocinie
Most w Świerkocinie – most drogowy przez rzekę Wartę w Świerkocinie w ciągu drogi wojewódzkiej nr 131 w województwie lubuskim, w powiecie gorzowskim.
Jest to most stalowy, łukowy o konstrukcji łuku Langera wybudowany w 1964 r. Most powstał w miejscu poniemieckiego stalowo-drewnianego mostu zbudowanego w 1929 przez niemieckiego inżyniera Karla Bernharda.

## Stary most (1929-1945)[1]
Pierwszy most drogowy nad Wartą koło Świerkocina (niem. Fichtwerder) został zaprojektowany przez dr inż. Karla Bernharda i oddany do użytkowania w grudniu 1929 roku. Most składał się z dwóch części - nurtowej o stalowej ciągłej konstrukcji trzech przęseł i zalewowej o 21 przęsłach konstrukcji żelbetowej. Pomiędzy nimi usypana została krótka grobla umożliwiająca zmianę kierunku osi jezdni - ze względu na warunki lokalne układ przeprawy został zaprojektowany jako załamany w planie.
Całkowita długość części nurtowej wynosiła 140 m, na co składało się jedno najdłuższe przęsło środkowe o rozpiętości 90 m i dwa przęsła boczne po 25 m. Dźwigary główne przęsła środkowego wykonano jako kratownicowe łuki o wyniosłości ok. 10,5 m, zaś w przęsłach zastosowano pełnościenne blachownice. 
W części zalewowej wykonano ciągłą żelbetową konstrukcję płytowo-belkową typu Gerbera. Zastosowano tu 19 przęseł o naprzemiennie zmiennych rozpiętościach 23,8 m i 25,0 m oraz dwa przęsła skrajne o rozpiętościach 20,0 m i 21,0 m. 
Budowa mostu trwała 13 miesięcy, prace w części nurtowej przeprowadziła firma Christoph&Unmack AG z Niesky, zaś w części zalewowej prace wykonywała firma Windschield&Langelott AG z Berlina. 
Most eksploatowany był do stycznia 1945 roku; wtedy zostały wysadzony przez wycofujące się wojska niemieckie.